# (5214) Oozora
(5214) Oozora es un asteroide perteneciente al cinturón de asteroides, descubierto el 13 de noviembre de 1990 por Atsushi Takahashi y el también astrónomo Kazuro Watanabe desde el Observatorio de Kitami, Hokkaidō, Japón.

## Designación y nombre
Designado provisionalmente como 1990 VN3. Fue nombrado Oozora en homenaje a Oozora, o "Big Sky", el tren expreso que conecta Hakodate, por medio de ferrocarril a Hokkaido, con Kushiro, la ciudad más grande en el lado oriental de la isla. El recorrido de 580 kilómetros dura menos de ocho horas.

## Características orbitales
Oozora está situado a una distancia media del Sol de 2,187 ua, pudiendo alejarse hasta 2,415 ua y acercarse hasta 1,960 ua. Su excentricidad es 0,103 y la inclinación orbital 6,071 grados. Emplea 1182,07 días en completar una órbita alrededor del Sol.
Los próximos acercamientos a la órbita de Júpiter se producirán el 3 de marzo de 2098, el 18 de abril de 2116 y el 16 de diciembre de 2138.

## Características físicas
La magnitud absoluta de Oozora es 13,6. Está asignado al tipo espectral S según la clasificación SMASSII.